# Bernhard Sven Anuth
Bernhard Sven Anuth (* 1973 in Lüdenscheid) ist ein deutscher römisch-katholischer Theologe.

## Leben
Von 1992 bis 1998 absolvierte er das Noviziat und die zeitliche Profess in der Benediktinerabtei Königsmünster in Meschede, wo er von 1993 bis 1995 eine Berufsausbildung zum Tischler in der Klosterschreinerei machte. Von 1995 bis 2001 studierte er katholische Theologie, Philosophie und Germanistik an der Universität Bonn, wo er 2001 das Diplom in katholischer Theologie mit dem Schwerpunktfach Kirchenrecht mit der Diplomarbeit Kirchliche Eheschließung von Menschen mit geistiger Behinderung nach dem Codex Iuris Canonici von 1983 erwarb. An der Dormitio-Abtei in Jerusalem absolvierte er 1997/1998 das Theologische Studienjahr. Von 2001 bis 2002 war er wissenschaftliche Hilfskraft am Alttestamentlichen Seminar der Universität Bonn. Von 2002 bis 2005 war er Fachstudienberater und Mitarbeiter des Prüfungsausschusses der Bonner katholischen Fakultät. Die Friedrich-Naumann-Stiftung förderte ihn von 2002 bis 2005 als Promotionsstipendiat. Von 2003 bis 2010 war er Berater für Pfarrgemeinderäte und kirchliche Gremien im BeraterInnenkreis des Diözesanrates der Katholiken im Erzbistum Köln.
Als Lehrer unterrichtete er von 2005 bis 2006 katholische Religionslehre und Deutsch am Konrad-Klepping-Berufskolleg der Stadt Dortmund. Nach der Promotion zum Dr. theol. bei Norbert Lüdecke und Albert Gerhards 2006 war er von 2006 bis 2012 wissenschaftlicher Mitarbeiter am Kirchenrechtlichen Seminar der Universität Bonn. Der Commerzbank-Dissertationspreis der Universität Bonn wurde ihm 2007 verliehen. Das erste Staatsexamen für das Lehramt an Berufskollegs in den Fächern Deutsch und katholische Religionslehre legte er 2008 ab. Von 2007 bis 2009 nahm er zertifiziert am hochschuldidaktischen Weiterbildungsprogramm in Bonn teil (äquivalent zum Basismodul des NRW-Zertifikats Professionelle Lehrkompetenz für die Hochschule). Das Lizentiatsstudium Kanonisches Recht (2007–2009) an der Universität Münster schloss er 2009 als Lic. iur. can. ab.
Im Sommersemester 2010 hatte er einen Lehrauftrag für Kirchenrecht (Vorlesung) an der Goethe-Universität. Seit 2010 ist er generell zugelassen als Anwalt am Erzbischöflichen Offizialat Köln, in Einzelfällen seit 2015 am Konsistorium des Erzbistums Berlin, seit 2016 auch am Erzbischöflichen Offizialat Bamberg. In Münster hatte er Lehraufträge für Verkündigungsrecht (Vorlesung im Lizentiatsstudiengang Kanonisches Recht) im Sommersemester 2011, 2012, 2014 und Wintersemester 2016/2017. Einen Lehrauftrag für Kirchenrecht hatte er im Wintersemester 2012/2013 in Tübingen. Seit 2012 ist er Ehebandverteidiger im Nebenamt am Bischöflichen Offizialat Fulda. Von 2012 bis 2013 war er Akademischer Rat a. Z. am Kirchenrechtlichen Seminar der Universität Bonn. Zum Juniorprofessor für Kirchenrecht wurde er 2013 an der Universität Tübingen ernannt. 2013 wurde zum ordentlichen Mitglied der Kommission sexueller Missbrauch (KsM) der Diözese Rottenburg-Stuttgart berufen. 2017 wurde er zum stellvertretenden Vorsitzenden der KsM gewählt. Zum nebenamtlichen Diözesanrichter am Bischöflichen Offizialat Rottenburg wurde er 2015 ernannt. Seit der Habilitation 2015/2016 an der Universität Eichstätt für das Fach Kirchenrecht und Kirchliche Rechtsgeschichte und der Verleihung der Lehrbefugnis ist er Privatdozent in Eichstätt-Ingolstadt. In den 10. Diözesanrat der Diözese Rottenburg-Stuttgart wurde er 2016 berufen.  Nach der vorgezogenen Zwischenevaluation der Juniorprofessur im Sommersemester 2016 wurde das Dienstverhältnis vorzeitig verlängert.

## Schriften (Auswahl)
- Der Neokatechumenale Weg. Geschichte, Erscheinungsbild, Rechtscharakter (= Forschungen zur Kirchenrechtswissenschaft. Band 36). Echter, Würzburg 2006, ISBN 3-429-02807-8 (zugleich Dissertation, Bonn 2006).
- Gottgeweihte Jungfrauen nach Recht und Lehre der römisch-katholischen Kirche (= Münsterischer Kommentar zum Codex iuris canonici. Beiheft 54). Ludgerus, Essen 2009, ISBN 978-3-87497-268-0 (zugleich Lizenziatsarbeit, Münster 2009).
- Das Recht katholischer Laien auf Anerkennung ihrer bürgerlichen Freiheiten (c. 227 CIC/c. 402 CCEO) (= Forschungen zur Kirchenrechtswissenschaft. Band 39). Echter, Würzburg 2016, ISBN 3-429-04310-7 (zugleich Habilitationsschrift, Eichstätt 2015/2016).